# 扎爾哈鄉

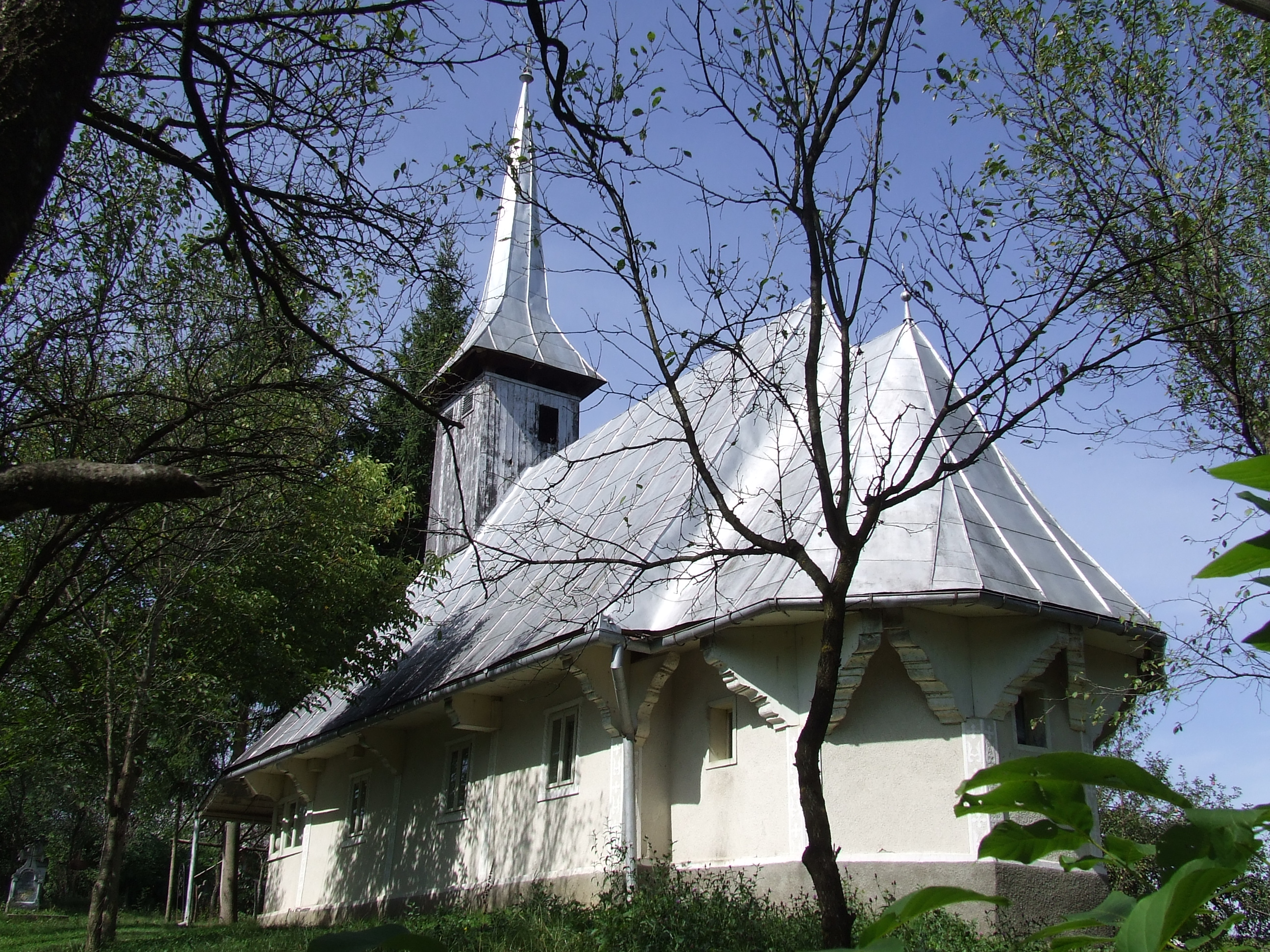

47°11′N 23°32′E / 47.183°N 23.533°E
扎爾哈鄉（羅馬尼亞語：Comuna Zalha, Sălaj），是羅馬尼亞的鄉份，位於該國西北部，由瑟拉日縣負責管轄，面積51平方公里，海拔高度318米，2007年人口1,011，人口密度每平方公里20人。